# Bukovec (okres Plzeň-jih)
Bukovec (německy Mogolzen) je obec v okrese Plzeň-jih v Plzeňském kraji. Leží sedmnáct kilometrů severně od Domažlic a osmnáct kilometrů jižně od Stříbra. Žije v ní 130 obyvatel. Podél severního okraje vesnice protéká potok Chuchla.

## Historie

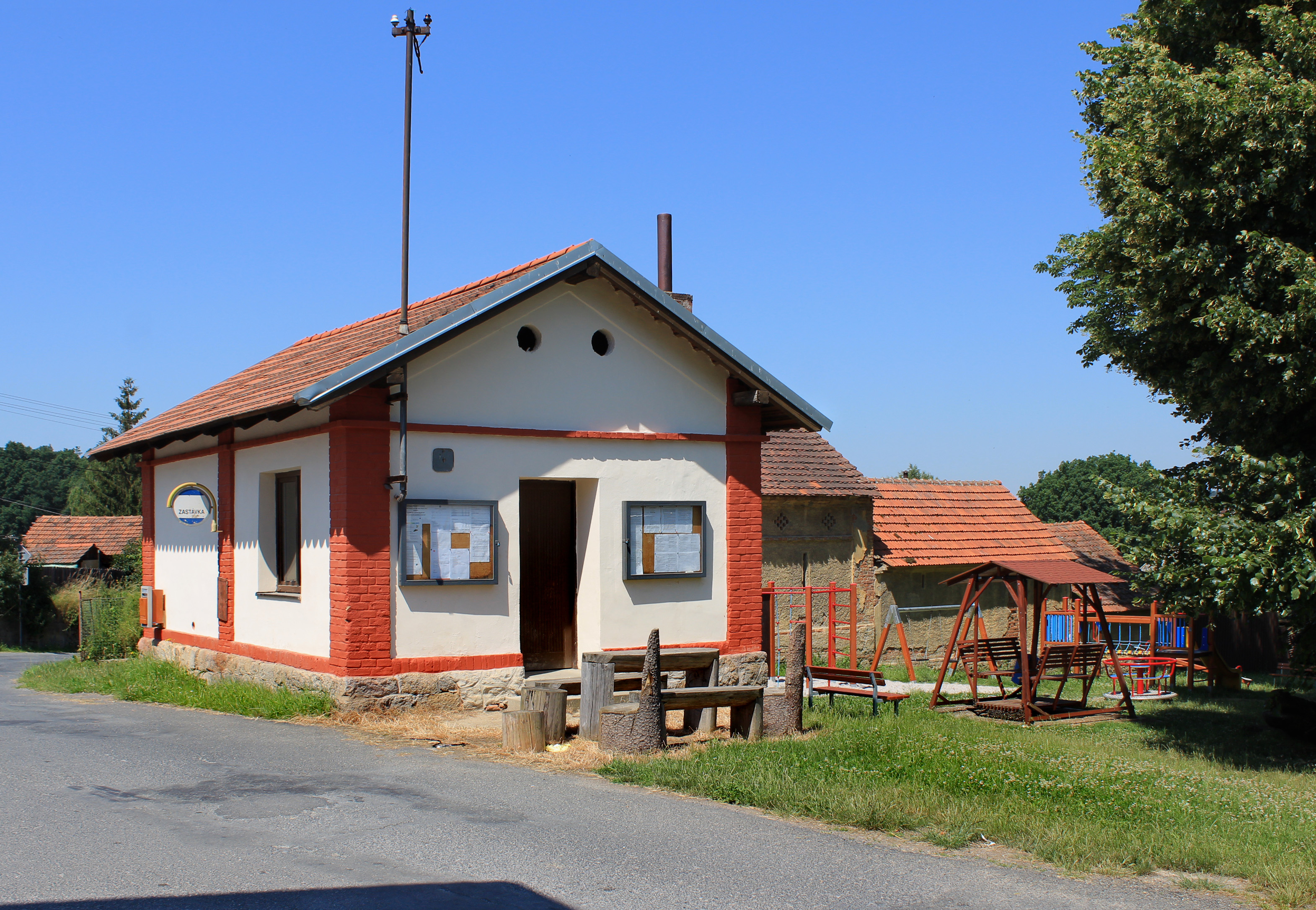
Bývalá hasičská zbrojnice

První písemná zmínka o obci pochází z roku 1177 v souvislosti s bratry Mutinou a Dobrohostem z Bukovce. V této době byla ve vsi též vystavěna oběma bratry tvrz a o něco později i kostel. Obec Bukovec následně často měnila majitele. Z řady rodin, které vesnici vlastnily, vynikají z Velhartic, z Gutštejna a vladykové z Ronspergu. Nějaký čas ji měli pronajatou také Rožmberkové. Roku 1546 vesnici získali Lobkovicové, kteří ji připojili k horšovskotýnskému panství. To jim však bylo roku 1623 zkonfiskováno a levně ho zakoupili Trauttmansdorffové. Ti nechali roku 1771 přestavět patrně zchátralou tvrz na barokní lovecký zámek, který byl poté, co dosloužila původní roubená fara, přenechán k užívání bukoveckému faráři. Roku 1885 byla v obci vystavěna lidová škola.
V únoru 1944 se při náletu na Plzeň v blízkosti obce zřítil americký těžký bombardér B-24H Liberator sériové číslo 42-64483. Deset členů posádky zahynulo a bylo pohřbeno na hřbitově v Bukovci, jediný přeživší střelec byl po zbytek války válečným zajatcem.
Dříve převážně německy hovořící obyvatelstvo bylo po druhé světové válce odsunuto.

## Obyvatelstvo
| Rok            | 1869 | 1880 | 1890 | 1900 | 1910 | 1921 | 1930 | 1950 | 1961 | 1970 | 1980 | 1991 | 2001 | 2011 | 2021 |
| -------------- | ---- | ---- | ---- | ---- | ---- | ---- | ---- | ---- | ---- | ---- | ---- | ---- | ---- | ---- | ---- |
| Počet obyvatel | 190  | 213  | 214  | 246  | 288  | 314  | 259  | 144  | 175  | 144  | 125  | 94   | 84   | 99   | 120  |
| Počet domů     | 31   | 33   | 37   | 38   | 43   | 45   | 53   | 44   | 33   | 33   | 28   | 32   | 37   | 38   | 39   |

## Obecní správa
Mezi lety 1850–1984 byla Bukovec obcí v okrese Horšovský Týn (v letech 1850–1910 Horšův Týn) (1850–1950) a později v okrese Domažlice. Od 1. října 1984 do 23. listopadu 1990 patřila jako část města k Holýšovu a od 24. listopadu 1990 je opět samostatnou obcí, ale Šlovice již zůstaly součástí Semněvic. Do konce roku 2020 spadal Bukovec do okresu Domažlice, od začátku roku 2021 je součástí okresu Plzeň-jih. V letech 1960–1971 k obci patřily Pocinovice a v letech 1960–1984 také Čečovice, Černovice, Nemněnice a Šlovice.

### Obecní symboly
Znak a vlajka byly obci uděleny rozhodnutím předsedy Poslanecké sněmovny Parlamentu České republiky dne 21. června 2018.

## Pamětihodnosti
- Kostel Nanebevzetí Panny Marie – kostel románského původu z doby kolem roku 1200, ve 14. století byl upraven goticky a roku 1772 barokně. V interiéru je malovaný strop.
- Fara

## Další fotografie

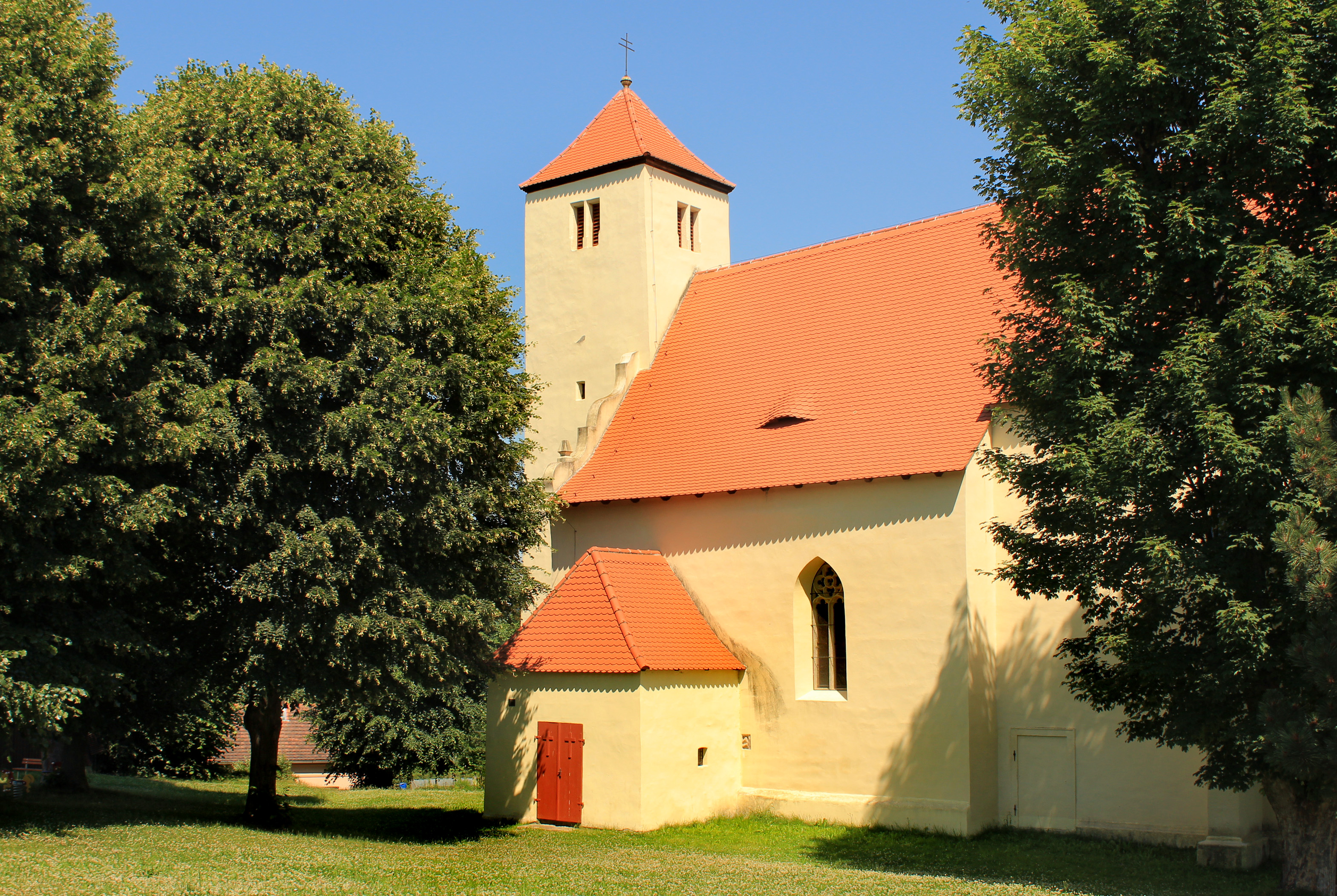
Kostel Nanebevzetí Panny Marie
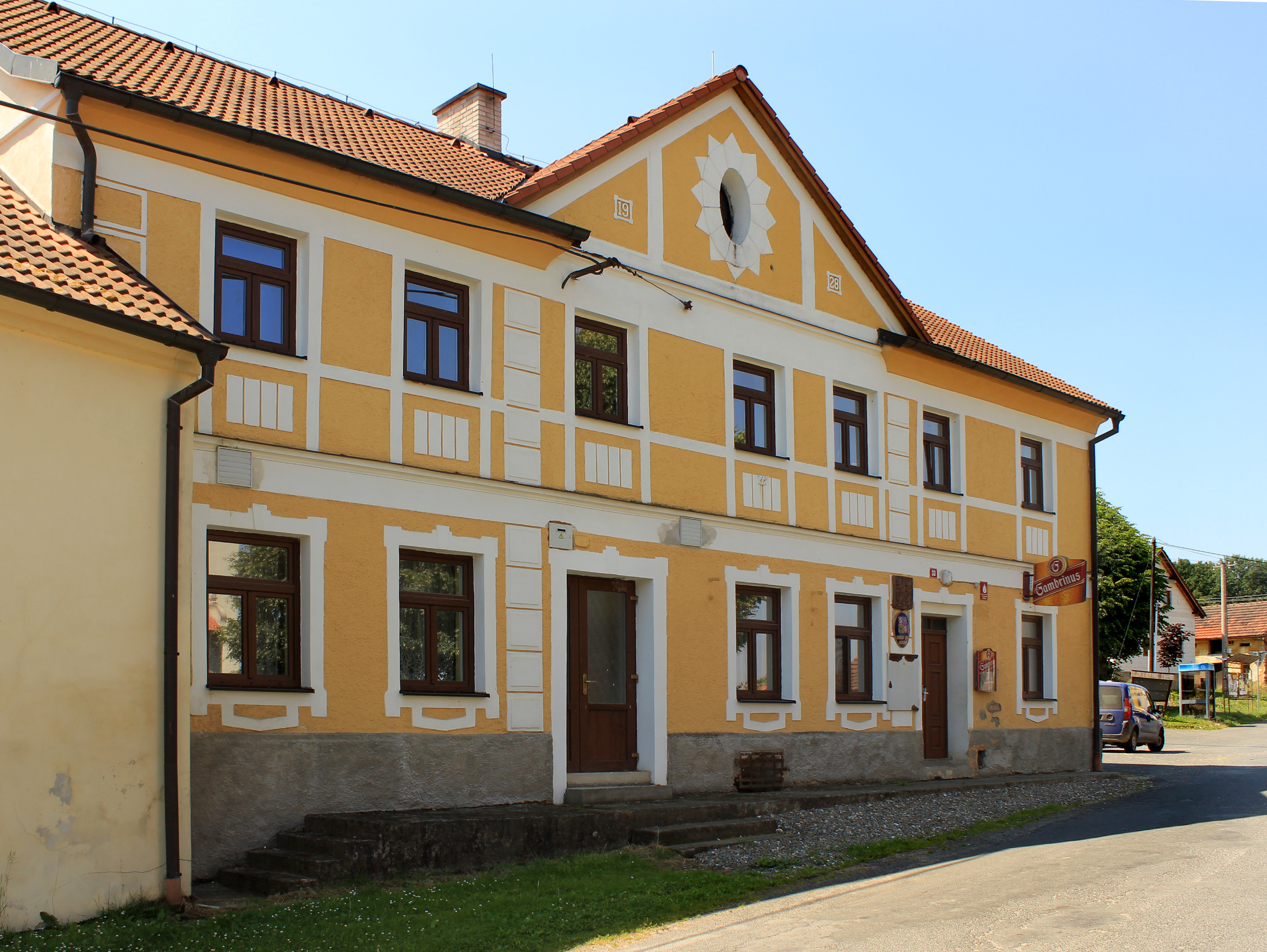
Obecní úřad a hospoda
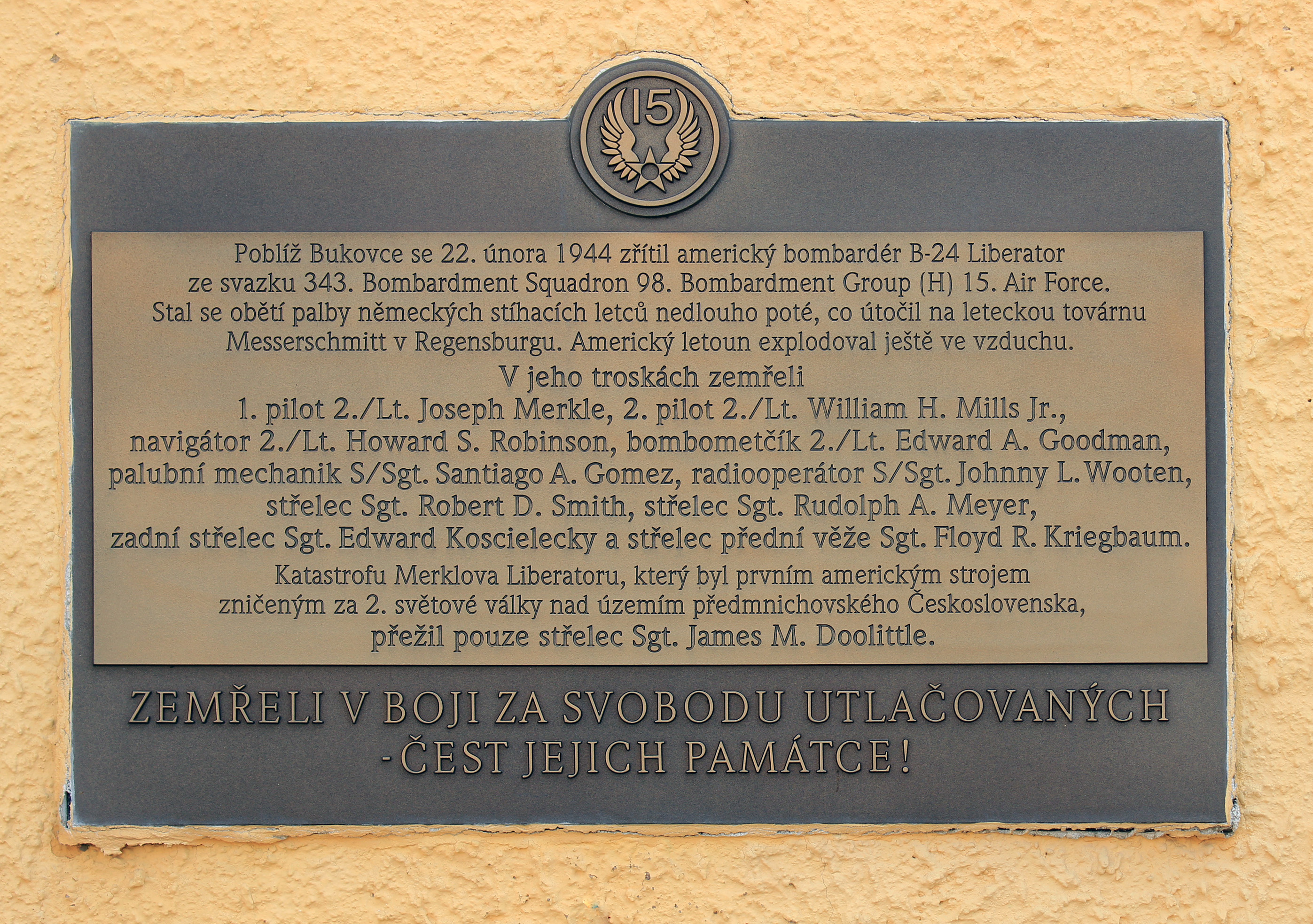
Pamětní deska pilotům sestřeleného bombardéru
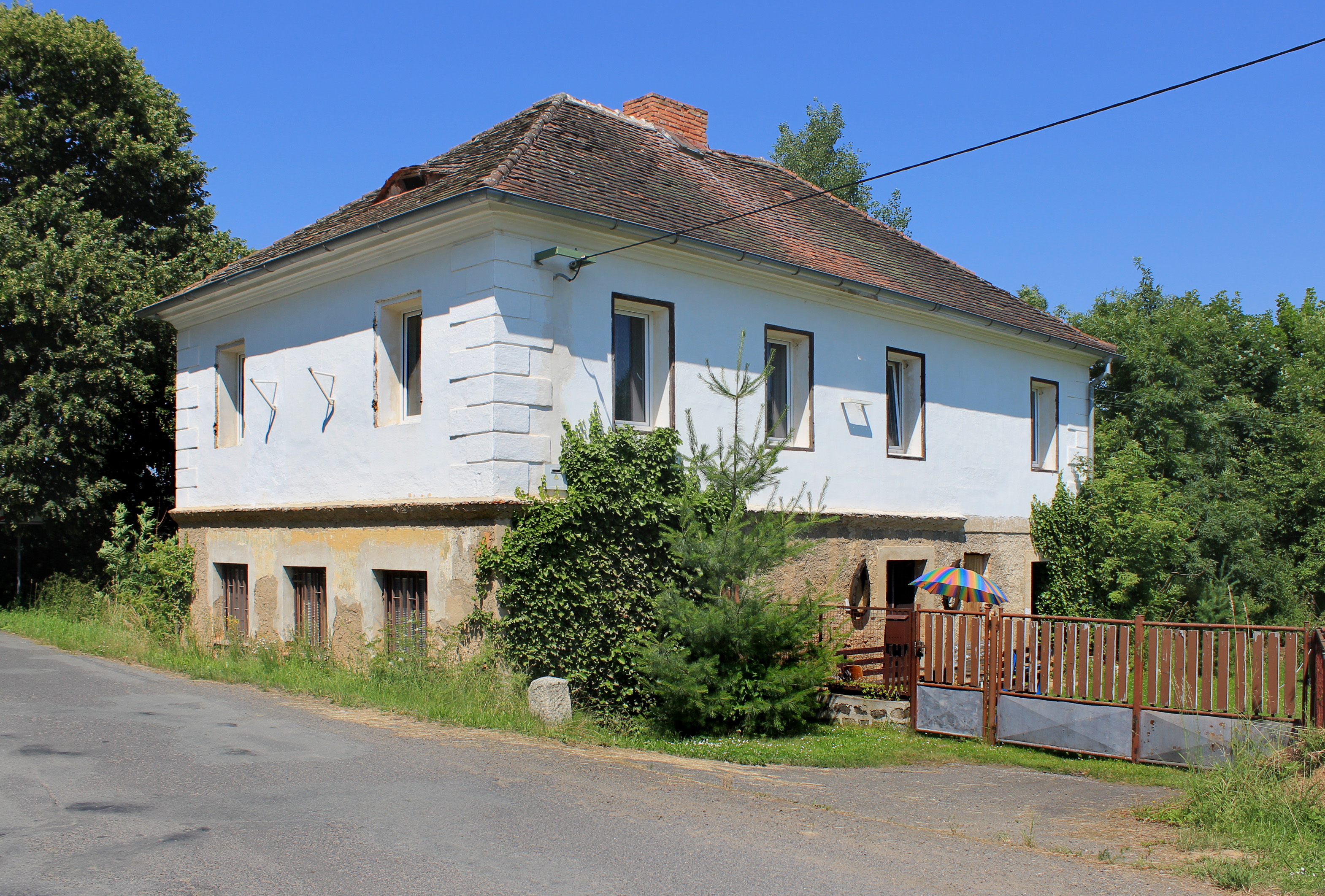
Domek na severu vesnice